# Ulica Wiejska w Prudniku
Ulica Wiejska – jedna z głównych ulic Prudnika. Stanowi drogę wyjazdową z Prudnika na południe (w ciągu drogi krajowej nr 41).
Przy ulicy znajdował się kiedyś cmentarz żydowski założony w 1541. Do tej pory na terenie byłego cmentarza nie zachował się żaden nagrobek.

## Przebieg
Ulica rozpoczyna się w Prudniku na rondzie, do którego prowadzą ul. Stefana Batorego, Powstańców Śląskich i Księdza Skowrońskiego. Przebiega między Jasionowym Wzgórzem, a rzeką Prudnik. Ulica Jesionkowa łączy ją ze wsią Jasiona. Przy jej końcu znajduje się polna droga, która prowadzi do Młyna Czyżyka. Ulica kończy się nad rzeką Prudnik wraz z obszarem zajmowanym przez miasto. Droga, już poza Prudnikiem, prowadzi do Trzebini, a następnie wjeżdża do Czech i zmienia się w czeską drogę krajową 57.